# Liste der Baudenkmäler in Thurnau
Auf dieser Seite sind die Baudenkmäler in dem oberfränkischen Markt Thurnau zusammengestellt. Diese Tabelle ist eine Teilliste der Liste der Baudenkmäler in Bayern. Grundlage ist die Bayerische Denkmalliste, die auf Basis des Bayerischen Denkmalschutzgesetzes vom 1. Oktober 1973 erstmals erstellt wurde und seither durch das Bayerische Landesamt für Denkmalpflege geführt wird. Die folgenden Angaben ersetzen nicht die rechtsverbindliche Auskunft der Denkmalschutzbehörde.

## Ensembles

### Ensemble Ortskern Thurnau

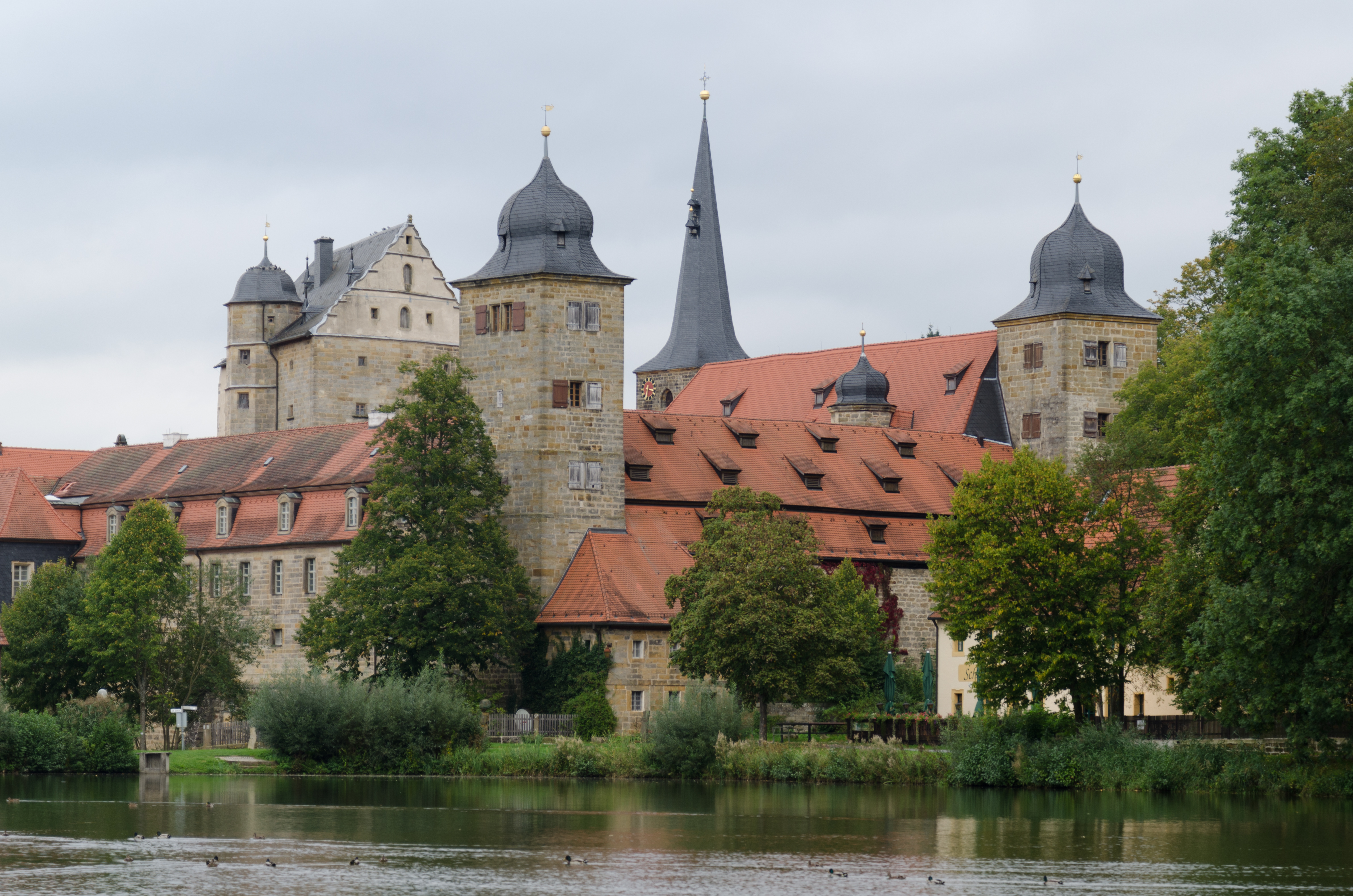
Oberes und Unteres Schloss in Thurnau

Thurnau (Lage), im Ursprung ein Ministerialensitz der Herzöge von Andechs-Meranien des 13. Jahrhunderts erhielt im 14. Jahrhundert das Marktrecht. Der Ort wird geprägt von dem zentral in einer Senke gelegenen befestigten Schlossbau der Renaissance über einem Kernbau von 1239 sowie der etwas erhöht, breit gelagerten Kirche mit wehrhaftem spätgotischem Turm und Langhaus im Markgrafenstil von 1701/06. Der enge Bezug der Thurnauer Herrschaften Giech und Künßberg zur Kirche wird anschaulich an dem im 19. Jahrhundert erneuerten, überdachten Kirchgang, der die beiden Baukomplexe verbindet. Diesem baulichen Zweiklang stehen meist zweigeschossige, giebelständige, stattliche Handwerkerhäuser mit Satteldach entlang des zu Marktflächen aufgeweiteten, umgebenden Straßenzugs gegenüber. Die Häuser stammen im Kern vordringlich aus dem 16.–18. Jahrhundert und weisen teilweise an ihren Giebeln noch die Verschieferung des 18. und frühen 19. Jahrhunderts auf. Ab der zweiten Hälfte des 19. Jahrhunderts begann man zögernd mit dem Aufbau der Wasser- und Stromversorgung. Eine Reihe Sichtziegelbauten zeugen von einer gleichzeitig aufkommenden Bautätigkeit. Aktennummer: E-4-77-157-1.

## Baudenkmäler nach Gemeindeteilen

### Thurnau
| Lage | Objekt                                               | Beschreibung | Akten-Nr.      | Bild |
| --- | ---------------------------------------------------- | --- | -------------- | --- |
| Aglasterberg oder Hetzenberg, Sand, am Hetzenberg, Grenzpfad östlich von Tannfeld (Standort) | Grenzsteine von 1850                                 | | D-4-77-157-60  | BW |
| Am Hegnig (Standort) | Grenzstein                                           | Sandstein, vierseitig, mit Giech- und Förtsch-Wappen, Anfang des 19. Jahrhunderts errichtet anstelle des lt. Inschrift 1813 abgebrochenen Hochgerichts der Standesherrschaft von Thurnau (von 1397) | D-4-77-157-7   | Grenzstein |
| Am Schloßpark 2 (Standort) | Wohnhaus                                             | Zweigeschossiges Eckhaus mit barocken Bauformen und Fachwerkgiebel, Satteldach, Ende 18. Jahrhundert | D-4-77-157-1   | weitere Bilder |
| Am Schloßpark 4 (Standort) | Gräflich Giechsches Domänenrentamt                   | Zweigeschossiger Halbwalmdachbau über hohem Kellergeschoss, 18./19. Jahrhundert, bezeichnet „1852“, Anbau, Sandsteinquaderbau | D-4-77-157-2   | weitere Bilder |
| Aubach (Standort) | Brücke                                               | einjochige, werksteinsichtige Sandstein-Bogenbrücke über den Aubach, mit geschlossener Brüstung, 1852 | D-4-77-157-192 | BW |
| Bahnhofstraße 1 (Standort) | Wohnhaus                                             | Zweigeschossiger Giebelbau, Obergeschoss und an einem der hohen Giebel Fachwerk, im Kern wohl 17. Jahrhundert, über hoher Stützmauer am Hang stehend | D-4-77-157-3   | Wohnhaus |
| Bahnhofstraße 3 (Standort) | Wohnhaus                                             | Zweigeschossiger Giebelbau, Erdgeschoss 17. Jahrhundert, Obergeschoss und hoher verputzter Fachwerkgiebel 18. Jahrhundert, über hoher Stützmauer am Hang stehend | D-4-77-157-4   | Wohnhaus |
| Bahnhofstraße 6 (Standort) | Wohnhaus                                             | Zweigeschossiger Satteldachbau, Portal mit Rocaillerahmung bezeichnet „1762“, wohl im 19. Jahrhundert erweitert | D-4-77-157-5   | Wohnhaus |
| Bahnhofstraße 18, 20 (Standort) | Evangelisch-lutherische Friedhofskirche              | Saalkirche mit Freitreppe und vierseitigem Dachreiter als Uhrturm, Ostportal bezeichnet „1576“, Renovierung und Erhöhung bezeichnet „1774“, mit Ausstattung | D-4-77-157-6   | weitere Bilder |
| Bahnhofstraße 18, 20 (Standort) | Friedhof mit Ummauerung                              | vom Ende des 19. Jahrhunderts, mit Leichenhaus von 1910, daran Auferstehungsrelief bezeichnet „1705“, renoviert 1903, und mit Grabdenkmälern ab 1690 | D-4-77-157-6   | weitere Bilder |
| Hirtengasse 1 (Standort) | Ehemaliges Gefängnis                                 | Zweigeschossiger Sandsteinquaderbau mit Walmdach, frühes 19. Jahrhundert, Ummauerung | D-4-77-157-8   | Ehemaliges Gefängnis |
| Hirtengasse 2 (Standort) | Wohnhaus                                             | Stattliches zweigeschossiges Eckhaus mit Halbwalmdach, bezeichnet „1823“, mit Anbau, um 1900 | D-4-77-157-9   | Wohnhaus |
| Jägerstraße 1 (Standort) | Wohnhaus                                             | Breitgelagertes zweigeschossiges Eckhaus unter Satteldach, Erdgeschoss mit geohrten Fensterrahmungen, bezeichnet „1747“, Obergeschoss wohl Anfang 19. Jahrhundert, zugehörige Nebengebäude und Mauer | D-4-77-157-10  | Wohnhaus |
| Jägerstraße 5 (Standort) | Bäckerhauszeichen                                    | Stein, bezeichnet „1780“ | D-4-77-157-11  | Bäckerhauszeichen |
| Jägerstraße 21 (Standort) | Ehemalige Mühle, genannt Parthey-Mühle               | Stattlicher zweigeschossiger Hausteinbau mit hohem Walmdach, um 1800, rechtwinklig anschließendes Nebengebäude (ehemaliges Mühlwerk) zum Teil von zwei Säulen getragen, mit hohem Satteldach | D-4-77-157-12  | Ehemalige Mühle, genannt Parthey-Mühle |
| Kirchplatz (Standort) | Verkaufsläden                                        | In den Kirchhügel eingebaute ehemalige Verkaufsläden, wohl zweite Hälfte 18. Jahrhundert | D-4-77-157-17  | Verkaufsläden |
| Kirchplatz 1 (Standort) | Evangelisch-lutherische Pfarrkirche Sankt Laurentius | Saalkirche mit spätgotischem Chorturm, Langhaus 1701–06 neu erbaut, mit Ausstattung | D-4-77-157-13  | weitere Bilder |
| Kirchplatz 6 (Standort) | Wohnhaus                                             | Zweigeschossiger Giebelbau, barocke Türrahmung, bezeichnet „1749“ | D-4-77-157-14  | Wohnhaus |
| Kirchplatz 8, Kirchplatz 9 (Standort) | Wohnhaus                                             | Zweigeschossiges Giebelhaus mit hohem Kellergeschoss, im Kern 16. Jahrhundert, im 19. Jahrhundert erneuert, Stützmauer | D-4-77-157-15  | Wohnhaus |
| Kirchplatz 12 (Standort) | Ehemaliges Schulhaus, jetzt Töpfermuseum             | Zwei rechtwinklig zueinander stehende zweigeschossige Giebelhäuser, hohes Kellergeschoss, Renaissance-Giebelfront, vielleicht von Baumeister Jakob Frauler, 1598/99 | D-4-77-157-16  | Ehemaliges Schulhaus, jetzt Töpfermuseum |
| Krähwinkel 1 (Standort) | Wohnhaus                                             | Stattlicher Halbwalmdachbau über hohem Kellergeschoss, verputzt, 17. Jahrhundert | D-4-77-157-47  | Wohnhaus |
| Krähwinkel 1, 3 (Standort) | Wohnhaus                                             | Auf hakenförmigem Grundriss, im Kern 16./17. Jahrhundert, Außenerscheinung erneuert; Stützmauer | D-4-77-157-18  | Wohnhaus |
| Krähwinkel 4 (Standort) | Wohnhaus                                             | Zweigeschossiges Traufseithaus mit profilierter Türrahmung, erstes Viertel 19. Jahrhundert | D-4-77-157-19  | BW |
| Krähwinkel 5 (Standort) | Türrahmung                                           | Stein, bezeichnet „1758“ | D-4-77-157-20  | Türrahmung |
| Kulmbacher Straße 2 (Standort) | Ehemaliges Gasthaus                                  | Wohn-Wirtschaftsgebäude, lang gestreckter, zweigeschossiger und verputzter Satteldachbau in Ecklage, Fachwerkobergeschoss, Giebel verschiefert, 1670/72 (dendro. dat.) über älteren Kellern, 1845/47 (dendro. dat.) dreigeschossiger, verbretterter Laubengang ergänzt, Erdgeschoss im Inneren verändert | D-4-77-157-141 | BW |
| Kulmbacher Straße 2 (Standort) | Nebengebäude                                         | Zweigeschossiger Fachwerkbau mit Satteldach, 1654/55 (dendro. dat.), Erdgeschoss nachträglich in Massivbauweise im Inneren verändert | D-4-77-157-141 | BW |
| Marktplatz (Standort) | Brunnen, sogenannter Neptunbrunnen                   | Figur auf grottiertem Pfeiler in ovalem Becken mit vier Delphinen, um 1700, Räntz-Umkreis | D-4-77-157-130 | weitere Bilder |
| Marktplatz 1, Kirchplatz, Kirchplatz 1, Marktplatz, Oberer Markt, Seidelsberg (Standort) | Schloss Thurnau, Unteres Schloss                     | Vierflügelanlage mit Kemenate, 15./16. Jahrhundert über Kernbau von 1239, Zwingermauer Mitte 15. Jahrhundert, mit Ausstattung | D-4-77-157-21  | weitere Bilder |
| Marktplatz 1, Kirchplatz, Kirchplatz 1, Marktplatz, Oberer Markt, Seidelsberg (Standort) | Schloss Thurnau, Oberes Schloss                      | Dreiflügelanlage, 16./17. Jahrhundert über Kernbau des 14./15. Jahrhundert, Westflügel 1729/31 wohl von Johann David Räntz, mit Ausstattung | D-4-77-157-21  | weitere Bilder |
| Marktplatz 1, Kirchplatz, Kirchplatz 1, Marktplatz, Oberer Markt, Seidelsberg (Standort) | Schloss Thurnau, Brunnen                             | 1755 | D-4-77-157-21  | weitere Bilder |
| Marktplatz 1, Kirchplatz, Kirchplatz 1, Marktplatz, Oberer Markt, Seidelsberg (Standort) | Schloss Thurnau, Kirchgang                           | Holzbau, nach 1800 | D-4-77-157-21  | weitere Bilder |
| Marktplatz 1, Kirchplatz, Kirchplatz 1, Marktplatz, Oberer Markt, Seidelsberg, im Schlosshof (Standort) | Schloss Thurnau, drei Grenzsteine                    | Von 1699 | D-4-77-157-21  | weitere Bilder |
| Marktplatz 2 (Standort) | Wohnhaus                                             | Zweigeschossiges Giebelhaus, Sandsteinquaderbau, Tordurchfahrt, bezeichnet „1778“ | D-4-77-157-22  | Wohnhaus |
| Marktplatz 3 (Standort) | Wohnhaus                                             | Zweigeschossiger Giebelbau, Erdgeschoss massiv, Fachwerkgiebel, wohl um 1748, traufseitiger Anbau mit Fachwerk 18./19. Jahrhundert, rückwärtige Hochlaube, zugehörige Nebengebäude | D-4-77-157-23  | Wohnhaus |
| Marktplatz 8 (Standort) | Wohnhaus                                             | Zweigeschossiges Eckhaus mit Satteldach, Türrahmung bezeichnet „1746“ | D-4-77-157-24  | Wohnhaus |
| Marktplatz 9 (Standort) | Wohnhaus                                             | Zweigeschossiges Eckhaus unter Mansardwalmdach, bezeichnet „1600“ | D-4-77-157-25  | Wohnhaus |
| Marktplatz 10 (Standort) | Doppelwohnhaus                                       | Zweigeschossiger Giebelbau mit verschiefertem Obergeschoss, bezeichnet „1706“ | D-4-77-157-26  | Doppelwohnhaus |
| Mittlerer Markt 3 (Standort) | Wohnhaus                                             | Zweigeschossiges Eckhaus, Türrahmung in barocken Formen, 1779 | D-4-77-157-27  | Wohnhaus |
| Mittlerer Markt 12 (Standort) | Wohnhaus                                             | Zweigeschossiger Giebelbau, Obergeschoss und Giebel verschiefert, Türrahmung bezeichnet „1706“, 1847 erneuert, Hof mit Einfriedung und Torpfeilern, 18./19. Jahrhundert, zugehörige Scheune | D-4-77-157-28  | Wohnhaus |
| Oberer Markt 2 (Standort) | Wohnhaus                                             | Teilerneuertes zweigeschossiges Eckhaus unter Halbwalmdach, 16./17. Jahrhundert, Giebel 19. Jahrhundert | D-4-77-157-31  | Wohnhaus |
| Oberer Markt 4 (Standort) | Wohnhaus                                             | Zweigeschossiger Sandsteinquaderbau, hohes Kellergeschoss und Walmdach, 18./19. Jahrhundert | D-4-77-157-32  | Wohnhaus |
| Oberer Markt 7 (Standort) | Wohnhaus                                             | Zweigeschossiger Giebelbau, im Kern 16./17. Jahrhundert, Treppengiebel erste Hälfte 19. Jahrhundert; Hofeinfahrt mit Pforte, bezeichnet „1628“; Rückgebäude | D-4-77-157-33  | Wohnhaus |
| Oberer Markt 10 (Standort) | Ehemaliges Wohnstallhaus                             | Eingeschossiger Walmdachbau mit hohem Kellergeschoss, im Kern wohl 16./17. Jahrhundert, Außenerscheinung bezeichnet „1702“ | D-4-77-157-34  | Ehemaliges Wohnstallhaus |
| Oberer Markt 10 (Standort) | Nebengebäude                                         | Sandsteinquaderbau mit Mansardwalmdach | D-4-77-157-34  | Nebengebäude |
| Oberer Markt 10, am Schlosspark (Standort) | Ummauerung                                           | | D-4-77-157-34  | BW |
| Oberer Markt 11 (Standort) | Wohnhaus                                             | Zweigeschossiger Sandsteinquaderbau unter Walmdach, Freitreppe mit Sandsteinbrüstung, Ende 18. Jahrhundert; mit Ausstattung | D-4-77-157-35  | Wohnhaus |
| Oberer Markt 15 (Standort) | Wohnhaus                                             | Zweigeschossiger Traufseitbau mit Toreinfahrt und verschiefertem Obergeschoss, Ende 18. Jahrhundert | D-4-77-157-36  | Wohnhaus |
| Oberer Markt 17 (Standort) | Wohnhaus                                             | Zweigeschossiger Traufseithaus mit Portal über Freitreppe, mit verschiefertem Fachwerkobergeschoss, Walmdach, Ende 18. Jahrhundert | D-4-77-157-37  | Wohnhaus |
| Oberer Markt 20 (Standort) | Wohnhaus                                             | Zweigeschossiger Sandsteinquaderbau unter Walmdach, 1778 und 1791 | D-4-77-157-38  | Wohnhaus |
| Oberer Markt 21 (Standort) | Wohnhaus                                             | Zweigeschossiger Giebelbau, 18./19. Jahrhundert, Portal über Freitreppe, modern bezeichnet „1609“ | D-4-77-157-39  | Wohnhaus |
| Oberer Markt 23 (Standort) | Wohnhaus                                             | Dreigeschossiger klassizistischer Sandsteinquaderbau, Halbwalmdach, erstes Viertel 19. Jahrhundert | D-4-77-157-40  | Wohnhaus |
| Oberer Markt 25 (Standort) | Wohnhaus                                             | Zweigeschossiger Walmdachbau, Sandsteinfassade, wohl Ende 18. Jahrhundert | D-4-77-157-41  | Wohnhaus |
| Oberer Markt 28 (Standort) | Oberes Künßbergschloss, jetzt Rathaus                | Stattlicher zweigeschossiger Sandsteinquaderbau unter Walmdach, Portal über Freitreppe, bezeichnet „1751“ und „1848“ | D-4-77-157-42  | weitere Bilder |
| Oberer Markt 28 (Standort) | Oberes Künßbergschloss                               | Großer Wirtschaftshof mit zum Teil erneuerten Nebengebäuden, Pfeiler-Einfahrt und zweigeschossigem Sandsteinquaderbau mit eingeschossigen Flügelbauten, Walmdach, 18. Jahrhundert | D-4-77-157-42  | weitere Bilder |
| Oberer Markt 31 (Standort) | Wohnhaus                                             | Zweigeschossiges Halbwalmdachhaus mit verschiefertem Giebel, zweites Viertel 19. Jahrhundert; Einfriedung, Sandstein | D-4-77-157-43  | Wohnhaus |
| Rathausplatz 2 (Standort) | Ehemaliges Rathaus                                   | Stattlicher zweigeschossiger Sandsteinquaderbau mit Walmdach, Bauformen und Fassadengliederung im Stil des Bayreuthers Carl Christian Riedel, bezeichnet „1792“, späterer seitlicher Anbau, Sandstein | D-4-77-157-44  | Ehemaliges Rathaus |
| Schlossgarten, Schlossweiher (Standort) | Schlosspark mit sogenanntem Teepavillon              | Klassizistisches Gartenhaus mit flachgeneigtem Satteldach, um 1840, Brunneneinfassung, Sandstein, um 1840 | D-4-77-157-117 | Schlosspark mit sogenanntem Teepavillon |
| Seidelsberg 3 (Standort) | Wohnhaus                                             | Stattliches zweigeschossiges Giebelhaus mit rückwärtigem Anbau, Ende 18. Jahrhundert | D-4-77-157-45  | Wohnhaus |
| Seidelsberg 13, 15 (Standort) | Wohnhaus                                             | Eingeschossiges breitgelagertes Giebelhaus mit hohem Kellergeschoss, Halbwalmdach, 17./18. Jahrhundert | D-4-77-157-46  | Wohnhaus |
| Stachet, hinter Nr. 6 (Standort) | Brunnen                                              | Mit steinernem Trog und gusseisernem Pfeiler, zweite Hälfte 19. Jahrhundert | D-4-77-157-29  | Brunnen |
| Steinbrechen, südlich von Limmersdorf (Standort) | Marter                                               | Sandsteinpfeiler, spätmittelalterlich | D-4-77-157-48  | Marter |
| Höhe, an von Putzenstein nördlich führendem Wiesenweg, am Wald (Standort) | Grenzstein                                           | Im Grenzprotokoll von 1699 bezeichnet „Nr. 5: Auf dem Schwand beim Felckendorfer Brunnen“ | D-4-77-157-50  | BW |
| Hörlinsreuth; Obere Forstleite; Strich; Saas; Seelig; Buchberg; Eichig; Höhe; Steinfichten; Flur; Kohlstatt; Oberer Steinbrechenweg; Steinbrechen; Unterer Steinbrechenweg; A 70; Strichweg im Weißenberg; Petershof (Standort) | Grenzstein                                           | Teil der Grenzsteinreihe der ehemaligen Hochgerichtsgrenze zwischen dem Fürstentum Brandenburg-Kulmbach und der Herrschaft Thurnau, Grenzvertrag vom 26. Mai 1699; 12 Grenzsteine, hochrechteckige Sandsteinpfeiler mit segmentbogigem Abschluss und Wappen, bezeichnet 1699; weitere Steine dieser Grenzreihe siehe Inv.Nrn.: D-4-77-124-28, D-4-77-128-270, D-4-77-157-55 ehemals unter diesen Nummern separat aufgeführt: D-4-77-157-49 (Nr. 3: An der Steinbrechen hinter dem Limmersdorfer Forsthaus) D-4-77-157-51 (Nr. 6: An der Saas wo zwei kleine Marcksteine nebeneinander stehen) D-4-77-157-52 (Nr. 7: An dem Blöhöfer Wildzaun Thor) D-4-77-157-54 (Nr. 13: Am Ende des Seeligs) D-4-77-157-55 (Nr. 14: Am Ende des Osangs) D-4-77-157-56 (Nr. 20: An der Schürradorfer Straß) D-4-77-157-57 (Nr. 21: An der Schürradorfer Straß bei einem Creutzstein das Märterlein genannt) D-4-77-157-94 (Homann Nr. 1 und 2) D-4-77-157-96 (Rund geschlossener Sandsteinquader, auf der Ostseite Wappenschild Markgrafschaft Brandenburg, auf der Westseite Wappenschild Künßberg (-Thurnau), wohl 17. Jahrhundert) | D-4-77-157-53  | [[Vorlage:Bilderwunsch/code!/C:50.02853,11.4357!/D:Hörlinsreuth; Obere Forstleite; Strich; Saas; Seelig; Buchberg; Eichig; Höhe; Steinfichten; Flur; Kohlstatt; Oberer Steinbrechenweg; Steinbrechen; Unterer Steinbrechenweg; A 70; Strichweg im Weißenberg; Petershof, Grenzstein!/\|BW]] |
| Saas, 400 m südlich von Putzenstein links von der Straße am Waldrand (Standort) | Grenzstein                                           | Von 1771 | D-4-77-157-58  | BW |
| Saas, etwa 1, 5 km nordöstlich Pleofen (Standort) | Grenzstein                                           | Halbrund geschlossener Sandsteinquader, beidseitig mit Wappenschilden, bezeichnet „1773 Nr. 150 B.C“ (= Brandenburg-Culmbach) und „GG“ (= Grafschaft Giech) „P. J.“ | D-4-77-157-59  | BW |

### Alladorf
| Lage                   | Objekt                                              | Beschreibung | Akten-Nr.     | Bild                            |
| ---------------------- | --------------------------------------------------- | --- | ------------- | ------------------------------- |
| Alladorf 3 (Standort)  | Wohnstallhaus                                       | Zweigeschossiger Traufseitbau auf Turmhügel, Fensterrahmungen bezeichnet „1750“                                                                | D-4-77-157-63 | Wohnstallhaus                   |
| Alladorf 9 (Standort)  | Wohl ehemals markgräfliches Gut                     | Stattlicher zweigeschossiger Satteldachbau, im Kern 16./17. Jahrhundert, verschieferter Giebel mit Resten von Silbermalerei, bezeichnet „1811“ | D-4-77-157-64 | Wohl ehemals markgräfliches Gut |
| Alladorf 28 (Standort) | Ehemals Schulhaus                                   | Eingeschossiger Satteldachbau, zweite Hälfte 19. Jahrhundert mit älterem Kern                                                                  | D-4-77-157-62 | Ehemals Schulhaus               |
| Alladorf 35 (Standort) | Wohnstallhaus                                       | Zweigeschossiger Satteldachbau, Obergeschoss in Riegelfachwerk, bezeichnet „1856“, Nebengebäude                                                | D-4-77-157-65 | Wohnstallhaus                   |
| Alladorf 51 (Standort) | Wohnhaus                                            | Zweigeschossiges Giebelhaus mit Keilstein, bezeichnet „1859“                                                                                   | D-4-77-157-66 | Wohnhaus                        |
| Alladorf 60 (Standort) | Evangelisch-lutherische Filialkirche Sankt Nikolaus | Saalkirche mit Ostturm, 1742 mit spätmittelalterlichem Kern, mit Ausstattung, Kirchhof mit Ummauerung, wohl 18. Jahrhundert                    | D-4-77-157-61 | weitere Bilder                  |

### Berndorf
| Lage                                                                                               | Objekt                                          | Beschreibung | Akten-Nr.      | Bild                            |
| -------------------------------------------------------------------------------------------------- | ----------------------------------------------- | --- | -------------- | ------------------------------- |
| Berndorf 6 (Standort)                                                                              | Pfarrhaus                                       | zweigeschossiger, verputzter Satteldachbau, Erdgeschoss massiv, Fachwerkobergeschoss, um 1617 (dendrochronologisch datiert), Westgiebel 1722 (dendrochronologisch datiert) umgebaut, Giebel und Obergeschoss verschiefert; Nebengebäude, eingeschossiger, verputzter Sandsteinquaderbau mit Walmdach, 2. Hälfte 19. Jh.; Hofeinfahrt, zwei Sandsteinpfeiler mit Kugelaufsatz, 18. Jh. | D-4-77-157-186 | BW                              |
| Berndorf 8 (Standort)                                                                              | Wohnstallhaus                                   | Eingeschossiger Giebelbau mit Zwerchgiebel, bezeichnet „1832“, zweigeschossiges Austragshaus mit Riegelfachwerk, Frackdach, wohl zweite Hälfte 18. Jahrhundert | D-4-77-157-69  | Wohnstallhaus                   |
| Berndorf 12, 12 a (Standort)                                                                       | Wohnstallhaus                                   | Langgestreckter Giebelbau mit Fachwerkobergeschoss, 19. Jahrhundert mit älterer Substanz | D-4-77-157-70  | Wohnstallhaus                   |
| Berndorf 17 (Standort)                                                                             | Wohnstallhaus                                   | Eingeschossiger traufständiger Sandsteinquaderbau, bezeichnet „1793“ | D-4-77-157-71  | Wohnstallhaus                   |
| Berndorf 33 (Standort)                                                                             | Wohnstallhaus                                   | Zweigeschossiger Traufseitbau, Sandsteinquadererdgeschoss und Fachwerkobergeschoss, bezeichnet „1821“ | D-4-77-157-105 | BW                              |
| Berndorf 38 (Standort)                                                                             | Kirchhof mit Kirchhofummauerung                 | Wohl 16./17. Jahrhundert, Grabsteine, ehemaliger Karner, Sandsteinquaderbau, bezeichnet „1552“ | D-4-77-157-68  | Kirchhof mit Kirchhofummauerung |
| Berndorf 38 (Standort)                                                                             | Evangelisch-lutherische Pfarrkirche Sankt Georg | Saalkirche mit Ostturm, bezeichnet „1764-66“, wohl von Johann Thomas Nißler, mit Ausstattung | D-4-77-157-67  | weitere Bilder                  |
| In Berndorf, Nähe Berndorf, bei Nr. 60 an der südlichen Abzweigung nach Berndorf (Standort)        | Kreuzstein                                      | Mittelalterlich | D-4-77-157-74  | BW                              |
| Nähe Berndorf, an der Straße Thurnau-Menchau, nordwestlich der Abzweigung nach Berndorf (Standort) | Steinkreuz                                      | Mittelalterlich | D-4-77-157-73  | BW                              |

### Buchloch
| Lage                     | Objekt       | Beschreibung                                                                      | Akten-Nr.     | Bild         |
| ------------------------ | ------------ | --------------------------------------------------------------------------------- | ------------- | ------------ |
| Hutschdorf 43 (Standort) | Einzelgehöft | Zweigeschossiges Sandsteingebäude mit Satteldach, bezeichnet „1881“, Nebengebäude | D-4-77-157-75 | Einzelgehöft |

### Felkendorf
| Lage             | Objekt     | Beschreibung                                | Akten-Nr.      | Bild |
| ---------------- | ---------- | ------------------------------------------- | -------------- | ---- |
| Flurnummer 70 () | Kreuzstein | Mit Inschrift, 1615; nicht nachqualifiziert | D-4-77-157-131 |      |

### Forstleithen
| Lage                                       | Objekt                                                                                  | Beschreibung | Akten-Nr.     | Bild                                                                                    |
| ------------------------------------------ | --------------------------------------------------------------------------------------- | --- | ------------- | --------------------------------------------------------------------------------------- |
| Forstleithen 1, Forstleithen 1a (Standort) | Ehemaliges Jagdschlösschen der Markgräfin Wilhelmine von Bayreuth; ehemaliges Forsthaus | Zweigeschossiger Walmdachbau mit Schleppgaupen, 18. Jahrhundert, Keller bezeichnet „1591“, zwei eingeschossige Nebengebäude in Sandstein, 18./19. Jahrhundert | D-4-77-157-76 | Ehemaliges Jagdschlösschen der Markgräfin Wilhelmine von Bayreuth; ehemaliges Forsthaus |

### Hörlinreuth
| Lage                     | Objekt        | Beschreibung                                                           | Akten-Nr.     | Bild          |
| ------------------------ | ------------- | ---------------------------------------------------------------------- | ------------- | ------------- |
| Hörlinreuth 5 (Standort) | Wohnstallhaus | Eingeschossiger Sandsteinquaderbau, Satteldach, frühes 19. Jahrhundert | D-4-77-157-77 | Wohnstallhaus |
| Hörlinreuth 6 (Standort) | Wohnstallhaus | Eingeschossiger Sandsteinquaderbau, Satteldach, um 1800                | D-4-77-157-78 | Wohnstallhaus |

### Hutschdorf
| Lage                     | Objekt                                                        | Beschreibung | Akten-Nr.     | Bild                                                          |
| ------------------------ | ------------------------------------------------------------- | --- | ------------- | ------------------------------------------------------------- |
| In Hutschdorf (Standort) | Evangelisch-lutherische Pfarrkirche Sankt Johannes der Täufer | Saalkirche mit Chorturm, wohl zweite Hälfte 16. Jahrhundert, Umbauten von 1729, mit Ausstattung, Kirchhof mit Grabmälern und Ummauerung, wohl 16. Jahrhundert | D-4-77-157-79 | Evangelisch-lutherische Pfarrkirche Sankt Johannes der Täufer |
| Hutschdorf 26 (Standort) | Evangelisch-lutherisches Pfarrhaus                            | Zweigeschossiger Satteldachbau über nahezu quadratischem Grundriss, hoher Giebel, im Kern Mitte 16. Jahrhundert, Erneuerungen Anfang 18. Jahrhundert          | D-4-77-157-80 | Evangelisch-lutherisches Pfarrhaus                            |

### Kleetzhöfe
| Lage                     | Objekt                    | Beschreibung                    | Akten-Nr.     | Bild |
| ------------------------ | ------------------------- | ------------------------------- | ------------- | ---- |
| Seelig (Standort)        | Sogenannter Seeligstein   | Steinkreuz, nachmittelalterlich | D-4-77-157-81 | BW   |
| Schottenstein (Standort) | Sogenannter Schottenstein | Steinkreuz, nachmittelalterlich | D-4-77-157-82 | BW   |

### Limmersdorf
| Lage                                                              | Objekt                                                        | Beschreibung | Akten-Nr.      | Bild                                                          |
| ----------------------------------------------------------------- | ------------------------------------------------------------- | --- | -------------- | ------------------------------------------------------------- |
| Friesen (Standort)                                                | Grenzsteine                                                   | Reihe von rund geschlossenen Sandsteinquader-Grenzsteinen, bezeichnet „1718“, auf der Westseite Wappen der Grafschaft Giech, auf der Ostseite der Markgrafschaft Brandenburg-Kulmbach, bei Neuwirtshaus | D-4-77-157-97  | BW                                                            |
| Nähe An der Tanzlinde, am Platz nördlich des Friedhofs (Standort) | Tanzlinde                                                     | Mit achtseitigem Tanzbogen auf oktogonalen Hausteinpfeilern, bezeichnet „1729“ | D-4-77-157-89  | weitere Bilder                                                |
| In Limmersdorf (Standort)                                         | Evangelisch-lutherische Pfarrkirche Sankt Johannes der Täufer | Tonnengewölbtes Langhaus, netzgewölbter, eingezogener Chor, 1510–42, Turm im nördlichen Chorwinkel 1729 erhöht, mit Ausstattung                                                                         | D-4-77-157-83  | Evangelisch-lutherische Pfarrkirche Sankt Johannes der Täufer |
| In Limmersdorf, Nähe An der Tanzlinde (Standort)                  | Kirchhof mit Ummauerung                                       | Zum Teil 16. Jahrhundert, nördlich und südlich spitzbogiges Tor | D-4-77-157-84  | Kirchhof mit Ummauerung                                       |
| Oberes Dorf 2 (Standort)                                          | Evangelisch-lutherisches Pfarrhaus                            | Stattlicher zweigeschossiger Walmdachbau, 1563, über älterem Kern mit Erneuerungen von 1818 | D-4-77-157-87  | Evangelisch-lutherisches Pfarrhaus                            |
| Nähe Oberes Dorf (Standort)                                       | Kriegerdenkmal für die Gefallenen von 1914/18                 | | D-4-77-157-90  | Kriegerdenkmal für die Gefallenen von 1914/18                 |
| Unteres Dorf 12 (Standort)                                        | Wohnstallhaus                                                 | Mit Fachwerkgiebel und Frackdach, wohl 1883; Austragshaus, Sandsteinquaderbau, wohl 19. Jahrhundert Backofen, frühes 19. Jahrhundert                                                                    | D-4-77-157-88  | Wohnstallhaus                                                 |
| Unteres Dorf 13 (Standort)                                        | Türrahmung                                                    | Sandstein, erste Hälfte 19. Jahrhundert | D-4-77-157-85  | Türrahmung                                                    |
| Unteres Dorf 25 (Standort)                                        | Villa                                                         | zweigeschossiges Wohnhaus mit Walmdach, verputzt, Ecktürmchen mit Spitzhelm und Risalit mit Schwebgiebel, bezeichnet 1911                                                                               | D-4-77-157-187 | BW                                                            |
| Zum Forst 7 (Standort)                                            | Wohnhaus                                                      | Eingeschossiges Kleinhaus, Sandsteinquaderbau, Satteldach, zweites Viertel 19. Jahrhundert | D-4-77-157-86  | Wohnhaus                                                      |
| Steinbrechen, am Weg Limmersdorf – Felkendorf (Standort)          | Marterfragment                                                | Stein, wohl zweite Hälfte 16. Jahrhundert | D-4-77-157-91  | Marterfragment                                                |
| Melm (Standort)                                                   | Marter                                                        | Sandstein, spätmittelalterlich, gegenüber vom Sägewerk | D-4-77-157-92  | Marter                                                        |
| Weiheräcker, nördlich von Neuwirthshaus (Standort)                | Grenzsteine                                                   | Sandsteinquader, wohl noch 1566, vor 1600, auf der Ostseite Wappenschild Markgrafschaft Brandenburg, auf der Westseite Wappenschild Künßberg(-Thurnau)                                                  | D-4-77-157-93  | BW                                                            |
| Kohlstatt, 400 m südlich von Putzenstein, am Waldrand (Standort)  | Grenzstein                                                    | Rundbogig geschlossener Sandsteinquader, auf der Ostseite Wappenschild bezeichnet „BC“ (=Brandenburg-Culmbach) „No. 137 1772“, auf der Westseite Wappenschild, bezeichnet „GG“ (=Grafschaft Giech) „PJ“ | D-4-77-157-95  | BW                                                            |

### Lochau
| Lage                 | Objekt        | Beschreibung                                          | Akten-Nr.     | Bild          |
| -------------------- | ------------- | ----------------------------------------------------- | ------------- | ------------- |
| Lochau 32 (Standort) | Wohnstallhaus | Zweigeschossiger Sandsteinquaderbau, Satteldach, 1851 | D-4-77-157-98 | Wohnstallhaus |

### Menchau
| Lage                                           | Objekt                     | Beschreibung | Akten-Nr.      | Bild                       |
| ---------------------------------------------- | -------------------------- | --- | -------------- | -------------------------- |
| Auquelle, etwa 1 km südlich Menchau (Standort) | Aubachquelle               | Fassung der Quelle, runder Schacht aus Sandsteinquadern, um 1770, mit Ruhebänken, Sandstein, wohl 18./19. Jahrhundert | D-4-77-157-102 | Aubachquelle               |
| Menchau 3 (Standort)                           | Zugehörig Kasten mit Laube | 18./19. Jahrhundert                                                                                                   | D-4-77-157-99  | Zugehörig Kasten mit Laube |
| In Menchau, bei Haus Nummer 7 (Standort)       | Brunnen                    | Gusseisen, Ende 19. Jahrhundert                                                                                       | D-4-77-157-101 | Brunnen                    |
| Weißenberg, 1 km westlich Menchau (Standort)   | Steinkreuz                 | Mittelalterlich | D-4-77-157-103 | Steinkreuz                 |

### Neuwirthshaus
| Lage | Objekt      | Beschreibung                                                                                 | Akten-Nr.      | Bild |
| ---- | ----------- | -------------------------------------------------------------------------------------------- | -------------- | ---- |
| ()   | Grenzsteine | Siehe unter Limmersdorf; nicht nachqualifiziert, im Bayerischen Denkmal-Atlas nicht kartiert | D-4-77-157-104 |      |

### Poppenleithen
| Lage                   | Objekt        | Beschreibung                                                                                          | Akten-Nr.      | Bild |
| ---------------------- | ------------- | --- | -------------- | ---- |
| Berndorf 33 (Standort) | Wohnstallhaus | Zweigeschossiger Traufseitbau, Sandsteinquadererdgeschoss und Fachwerkobergeschoss, bezeichnet „1821“ | D-4-77-157-105 | BW   |

### Putzenstein
| Lage                           | Objekt    | Beschreibung | Akten-Nr.      | Bild      |
| ------------------------------ | --------- | --- | -------------- | --------- |
| Putzenstein 2 (Standort)       | Forsthaus | Stattlicher zweigeschossiger Walmdachbau, Sandsteinquader, Mitte 19. Jahrhundert | D-4-77-157-118 | Forsthaus |
| Bei Weinreichs Grab (Standort) |           | Sandsteintumba mit flachem Satteldachschluß für den Feldjäger Carl Weinrich und den Bauern Philipp Pfaffenberger, ermordet 04.05.1806; etwa 1,5 km nordöstlich des ehemaligen Forsthauses Putzenstein | D-4-77-157-188 | BW        |

### Rottlersreuth
| Lage                        | Objekt      | Beschreibung                                             | Akten-Nr.      | Bild        |
| --------------------------- | ----------- | -------------------------------------------------------- | -------------- | ----------- |
| In Rottlersreuth (Standort) | Dorfbrunnen | Dorfbrunnen mit historischer Schöpfeinrichtung, um 1800. | D-4-77-157-183 | Dorfbrunnen |

### Schlottermühle
| Lage                    | Objekt          | Beschreibung | Akten-Nr.      | Bild            |
| ----------------------- | --------------- | --- | -------------- | --------------- |
| Partenfeld 1 (Standort) | Ehemalige Mühle | Eingeschossiger Satteldachbau mit Wohnteil und Mühle, östlicher übertünchter Fachwerkgiebel, bezeichnet „1631“; zugehörige Nebengebäude | D-4-77-157-106 | Ehemalige Mühle |

### Tannfeld
| Lage                   | Objekt                   | Beschreibung                                                                                     | Akten-Nr.      | Bild                     |
| ---------------------- | ------------------------ | ------------------------------------------------------------------------------------------------ | -------------- | ------------------------ |
| Tannfeld 15 (Standort) | Nebengebäude             | Stattlicher Giebelbau, Erdgeschoss Sandsteinquaderbau mit rundbogigem Eingang, bezeichnet „1838“ | D-4-77-157-107 | Nebengebäude             |
| Tannfeld 35 (Standort) | Keilstein                | Sandstein, bezeichnet „1854“                                                                     | D-4-77-157-108 | Keilstein                |
| Tannfeld 48 (Standort) | Türrahmung mit Keilstein | Sandstein, ehemals bezeichnet „1838“                                                             | D-4-77-157-109 | Türrahmung mit Keilstein |

### Trumsdorf
| Lage                                                                    | Objekt                                                 | Beschreibung | Akten-Nr.      | Bild                                                   |
| ----------------------------------------------------------------------- | ------------------------------------------------------ | --- | -------------- | ------------------------------------------------------ |
| Trumsdorf 12 (Standort)                                                 | Bauernhof                                              | Zweigeschossiges Wohnhaus mit Satteldach, Türrahmung, bezeichnet „1848“; mit Nebengebäuden | D-4-77-157-113 | Bauernhof                                              |
| Trumsdorf 16/17/29 (Standort)                                           | Ehemaliges Schulhaus                                   | zweigeschossiger, traufständiger Sichtziegelbau mit Satteldach und schlichter Gliederung, Sandstein, 1889; Nebengebäude, eingeschossiger Sandsteinquaderbau mit Satteldach, Schlitzfenstern und segmentbogiger Einfahrt, gleichzeitig | D-4-77-157-194 | Ehemaliges Schulhaus                                   |
| Trumsdorf 16, Trumsdorf 17, Trumsdorf 29 (Standort)                     | Türgewände                                             | 3. Viertel 18. Jahrhundert, an Pfarrhausneubau | D-4-77-157-114 | Türgewände                                             |
| Trumsdorf 16, Trumsdorf 17, Trumsdorf 29, inmitten des Ortes (Standort) | Kirchhofummauerung und Grabsteine des 18. Jahrhunderts | | D-4-77-157-111 | Kirchhofummauerung und Grabsteine des 18. Jahrhunderts |
| Trumsdorf 19 (Standort)                                                 | Wohnstallhaus                                          | Zweigeschossig, Satteldach, bezeichnet „1843“ und „1924“ | D-4-77-157-115 | Wohnstallhaus                                          |
| Trumsdorf 22 (Standort)                                                 | Wohnstallhaus                                          | Zweigeschossiger Satteldachbau, bezeichnet „1844“; zugehörige Nebengebäude | D-4-77-157-116 | Wohnstallhaus                                          |
| Trumsdorf 24 (Standort)                                                 | Wohnstallhaus                                          | Eingeschossiger Satteldachbau, bezeichnet „1844“ | D-4-77-157-119 | Wohnstallhaus                                          |
| Trumsdorf 29 (Standort)                                                 | St. Michael                                            | Saalkirche mit Chorturm, wohl 14./15. Jahrhundert mit Änderungen von 1708, 1874 renoviert; mit Ausstattung | D-4-77-157-110 | weitere Bilder                                         |
| In Trumsdorf (Standort)                                                 | Friedhof                                               | Mit niedriger Ummauerung, bezeichnet „1846“ | D-4-77-157-112 | Friedhof                                               |
| In Trumsdorf (Standort)                                                 | Scheune                                                | Eingeschossig, mit verschiefertem Satteldach, zum Teil in Ständerblockbauweise, Mitte 19. Jahrhundert | D-4-77-157-120 | Scheune                                                |

## Ehemalige Baudenkmäler
In diesem Abschnitt sind Objekte aufgeführt, die früher einmal in der Denkmalliste eingetragen waren, jetzt aber nicht mehr. Objekte, die in anderem Zusammenhang – also z. B. als Teil eines Baudenkmals – weiter eingetragen sind, sollen hier nicht aufgeführt werden. Aktennummern in diesem Abschnitt sind ehemalige, jetzt nicht mehr gültige Aktennummern.

| Lage                          | Objekt        | Beschreibung                                                                              | Akten-Nr.      | Bild          |
| ----------------------------- | ------------- | ----------------------------------------------------------------------------------------- | -------------- | ------------- |
| Menchau In Menchau (Standort) | Wohnstallhaus | Sandsteinquadererdgeschoss, bezeichnet „1799“, Fachwerkobergeschoss Mitte 19. Jahrhundert | D-4-77-157-100 | Wohnstallhaus |